# Gianna Hablützel-Bürki
Gianna Hablützel-Bürki   (Basilea, 22 de desembre de 1969) és una tiradora d'esgrima suïssa, ja retirada, especialista en espasa, que va competir al tombant del segle XXI.
El 1996 va prendre part en els Jocs Olímpics d'Estiu d'Atlanta, on va disputar, sense sort, dues proves del programa d'esgrima. Quatre anys més tard, als Jocs de Sydney, guanyà la medalla de plata en les proves d'espasa individual i espasa per equips.
En el seu palmarès també destaquen dues medalles al Campionat del món d'esgrima de 2001, una de plata i una de bronze; així com cinc medalles al Campionat d'Europa d'esgrima, entre les edicions de 1993 i 2000.
Entre el 2004 i el 2007 va estar enfrontada amb la Federació Suïssa d'Esgrima, que la va acusar de comportament antiesportiu i no la va permetre competir amb la selecció nacional. Es retirà el febrer de 2012. Del 2003 al 2011 va ser presidenta de la Comissió Suïssa d'Atletes Olímpics. Des del 2018 fa d'àrbitre internacional. El 2016 es va presentar amb èxit a les llistes del Partit Popular Suís pel Gran Consell de la Ciutat de Basilea, del qual és membre des del febrer de 2017.